# Arakere, Kunigal
Arakere là một làng thuộc tehsil Kunigal, huyện Tumkur, bang Karnataka, Ấn Độ.